# Robert Gardner (antropologo)
Robert Grosvenor Gardner (Brookline, 5 novembre 1925 – Boston, 21 giugno 2014) è stato un antropologo e regista statunitense. È stato fondatore del Film Study Center all'Università di Harvard, e ha diretto l'istituzione dal 1957 al 1997. Sono noti i suoi lavori nel campo dell'antropologia visuale e i suoi documentari di carattere etnografico e antropologico.

## Biografia
Robert Gardner è nato a Brookline il 5 novembre 1925 da una delle famiglie più altolocate del Massachusetts; il padre, George Peabody Gardner, era un banchiere e discendeva dalla poetessa e mecenate Isabella Stewart Gardner, mentre la madre, Rose Phinney Grosvenor, era la figlia di un magnate dell'industria tessile. Il poeta Robert Lowell era suo cugino. Dopo essersi laureato ad Harvard, divenne assistente di Thomas Whittemore, fondatore del Byzantine Institute of America; questo gli ha permesso di compiere diversi viaggi in Anatolia e in Egitto, occupandosi di arte bizantina e copta.
Divenuto insegnante di storia medioevale al College of Puget Sound di Tacoma, nello stato di Washington, qui si è appassionato allo studio delle società native americane grazie agli scritti di Ruth Benedict; questo percorso lo ha portato a prendere una nuova laurea in antropologia ad Harvard.
Al ritorno da una spedizione nel Kalahari, durante la quale aveva condotto ricerche corredate da fotografie e riprese, ha contribuito a fondare l'unità di produzione e ricerca legata al Museo Peabody di archeologia ed etnologia, il Film Study Center, che ha diretto dal 1957 al 1997. In questo periodo ha prodotto e diretto una serie di film documentari di carattere etnografico e antropologico, a partire dal primo, Dead Birds, girato nel corso di una spedizione presso il popolo dei Dani, in Nuova Guinea; questo lavoro lo ha portato nel corso degli anni a riprendere popolazioni residenti in Nigeria, in Etiopia, in Niger, in Ladakh, in Colombia e in India.
Robert Gardner è morto per un arresto cardiaco a Boston il 21 giugno 2014.

## Filmografia
- Blunden Harbour (1951)
- Dances of the Kwakiutl (1951)
- Mark Tobey (1952)
- The Hunters (1957 film)|The Hunters (1957)
- Marathon (1964)
- Dead Birds (1963)
- Screening Room, serie TV, (1972-1981)
- The Nuer (1971)
- Mark Tobey Abroad (1973)
- Rivers of Sand (1973)
- Altar of Fire (1976)
- Deep Hearts (1981)
- Sons of Shiva (1985)
- Forest of Bliss (1986)
- Ika Hands (1988)
- Dancing With Miklos (1993)
- Passenger (1998)
- Scully in Malaga (1998)
- Good to Pull (Bon a Tirer) (2000)